# Последние дни Помпеи (роман)
«После́дние дни Помпе́и» (англ. The Last Days of Pompeii) — исторический роман Эдуарда Булвер-Литтона. Написан в Неаполе зимой 1833—1834 годов и посвящён археологу сэру Уильяму Геллу. Роман был опубликован в Лондоне в 1834 году и сразу же приобрёл огромную популярность, многократно переиздавался и сразу был переведён на несколько языков. В основе замысла лежала картина Карла Брюллова, которую Булвер-Литтон лицезрел на выставке в Милане.
Действие разворачивается в 79 году нашей эры в Помпеях. В романе представлена широкая панорама жизни Римской империи, которая завоевала множество стран и народов. Главный герой Главк — грек, представитель высокой цивилизации, подчинённой Римом; его главный соперник — жрец-египтянин Арбак, — носитель ещё более древней культуры. Он посвящён в древнее оккультное знание, связанное и с интересами самого автора романа. Им противостоит Олинф — христианин, представитель только что зародившейся новой религии. Преодолев множество испытаний и выжив при извержении Везувия, Главк и его возлюбленная Иона обосновываются в Афинах и принимают христианство.
Роман, основанный на впечатлениях от археологических раскопок в Геркулануме и Помпеях, оказал огромное воздействие на восприятие античной повседневности широкой публикой и многократно становился основой для живописных, скульптурных, музыкальных и театральных произведений, в XX веке несколько раз адаптировался для кино и телевидения. В то же время роман не воспринимался критиками и литературоведами как шедевр и со второй половины XX века подвергся забвению и превратился в памятник викторианской эпохи.

## Сюжет

Джузеппе Маркетти. Иона и Нидия. 1881, Городской музей Модены

Текст романа разделён на пять частей («книг»), не имеющих самостоятельных названий. Первая часть включает 8 нумерованных глав, названия которых подчас кратки («Два достойных мужа»); вторая часть — 9 глав; третья часть — 11 глав; четвёртая часть — 17 глав; и пятая часть — 10 глав, не считая эпилога, названного «Главой последней». Действие занимает несколько дней перед гибелью Помпеи в августе 79 года нашей эры. Роман написан от третьего лица, но при этом роль повествователя является активной, он постоянно вмешивается в действие и обращается к чувствам и жизненному опыту читателя. Повествователь заранее знает весь ход событий, неоднократно намекая на это читателю. Действие развивается неторопливо, по многим сюжетным линиям, которые постоянно сталкиваются и переплетаются между собой.

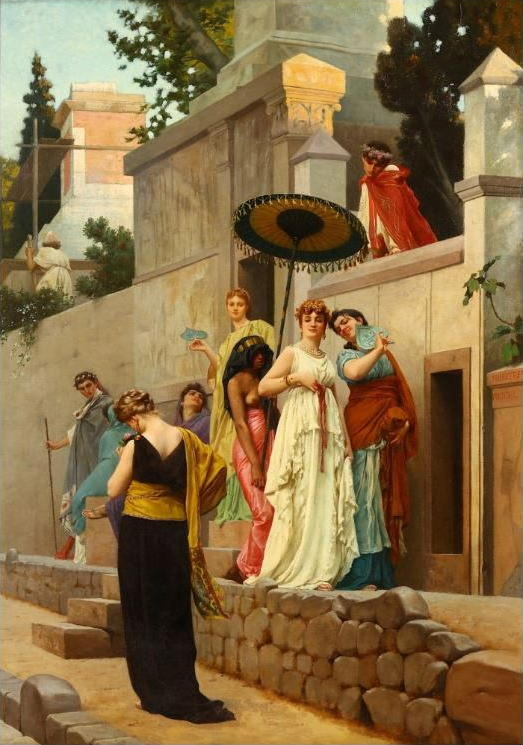
Гюстав Буланже. Прогулка по Дороге Гробниц в Помпеях. 1869, частное собрание

Афинский аристократ Главк приезжает в шумный приморский город Помпеи, «представлявший собою в миниатюре цивилизацию этого века», где встречает прекрасную гречанку Иону, когда-то виденную им в Неаполе. В Главке зарождается сильное чувство. Родители Ионы и её брата Апекида переехали в Италию из Александрии, поэтому после их смерти попечение над молодыми людьми осуществляет жрец Иcиды египтянин Арбак. Он сам желает обладать Ионой и избавиться от соперника. Арбак привлёк Апекида к тайным египетским культам и посвятил в мошеннические способы, которыми жрецы выманивали деньги у верующих, вызвав у брата Ионы кризис веры. Ранее Главк выкупил у жестоких хозяев слепую рабыню-цветочницу Нидию, которая безответно влюбляется в него. Далее Главк дарит Нидию Ионе в придачу к цветочной вазе. Хотя новая хозяйка добра к Нидии, та возненавидела гречанку. Арбак делает Ионе предложение руки и сердца, впав в дикую ярость, когда получил отказ.
Ионе и Главку не дано наслаждаться счастьем: Нидия мучится ревностью и, сама того не желая, помогает молодой дочери богатого купца Юлии, «положившей глаз» на Главка, передать ему любовный напиток. Однако это яд, который приводит к временному помешательству Главка, хотя Нидия дала ему только половину дозы. Христианин Олинф и примкнувший к нему брат Ионы замышляют публично отвергнуть культ Исиды; Арбак закалывает Апекида, чему становится свидетелем алчный жрец Кален, которого египтятин шантажирует его долгами. Однако Арбак обвиняет в убийстве Главка, который тоже оказался на месте преступления. Теперь жрец может объявить о своих правах на Иону, которая винит его в убийстве брата. Гречанку бросают в храмовые подземелья вместе с Нидией, которая может назвать свидетеля невиновности Главка — Калена. Арбак заточил его рядом и намеревается заморить голодом. Нидия ещё до ареста успевает отнести письмо к другу Главка Саллюстию — высокопоставленному римскому чиновнику. Главк обвинён в убийстве, а Олинф — в нечестии, и они приговариваются к damnatio ad bestias на арене цирка. Однако когда Главка выводят на арену ко льву, животное отказывается бросаться на грека и возвращается в клетку: хищник предчувствует природную катастрофу. Растрёпанный Саллюстий, ворвавшись в ложу претора с Каленом, официально обвиняет Арбака в убийстве, и толпа требует бросить египтянина на пожрание зверям. В этот миг происходит вулканический взрыв и начинается всеобщая паника: римляне сочли, что это «месть Орка» за наказание безвинному Главку. Арбак, воспользовавшийся сумятицей, чтобы бежать, раздавлен обрушившейся на него бронзовой статуей Августа. Нидия помогает Главку, Ионе и Саллюстию пробраться к гавани (слепота позволяет ей ориентироваться в кромешном мраке, вызванном падающим пеплом), и они отплывают на корабле к Неаполю. Глубокой ночью Нидия бросается в море, чтобы не быть обузой влюблённым и не страдать от ревности.
Действие эпилога романа (в форме послания Главка Саллюстию) происходит через десять лет после гибели Помпеи. Саллюстий обосновался в Риме, а Главк, вернувшийся с Ионой в Афины, наслаждается тихим семейным счастьем. Супруги воздвигли кенотаф в память о Нидии и приняли крещение: вера придаёт их любви иное — высшее — наполнение.

## Литературные особенности

### История создания. Авторское восприятие

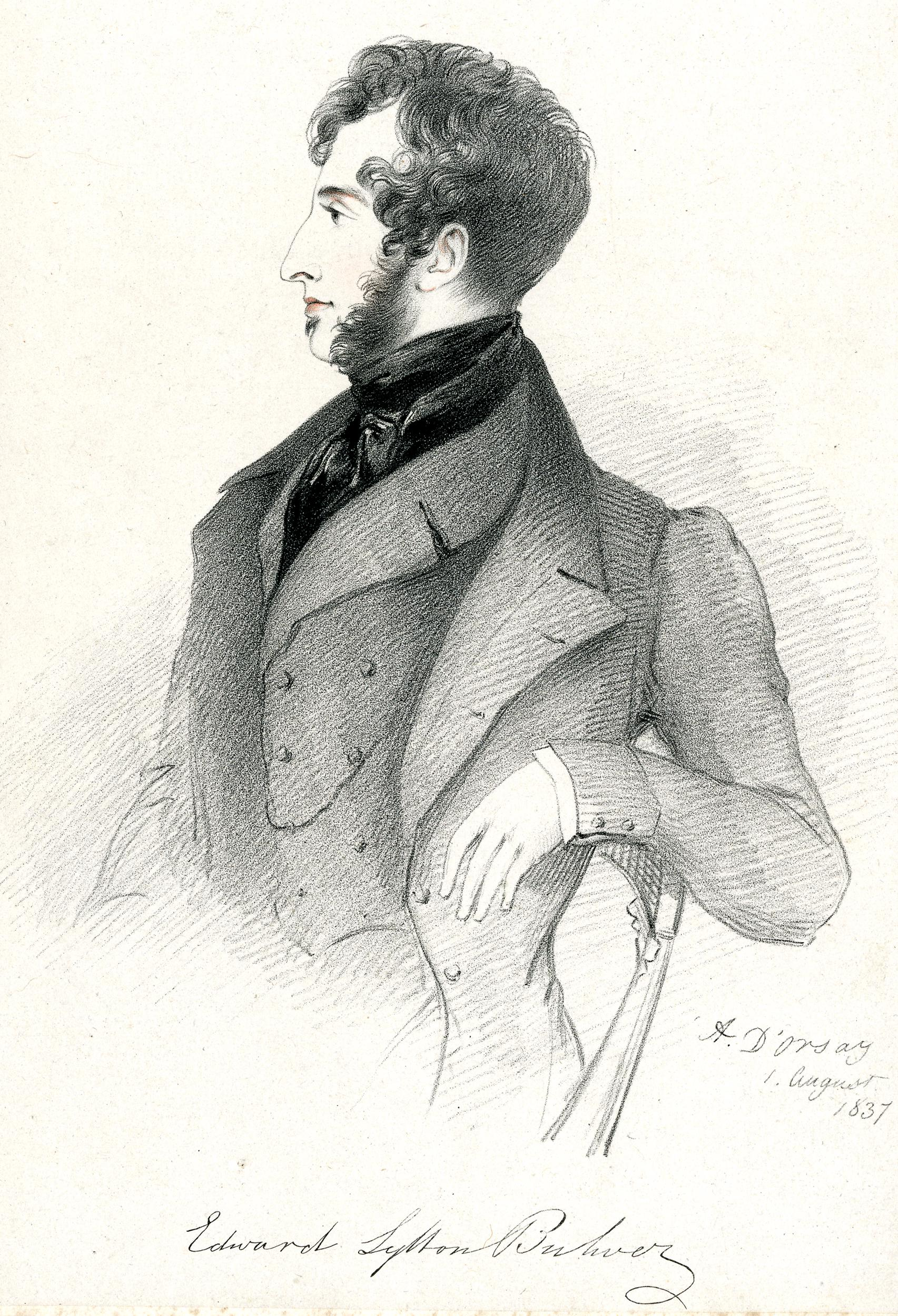
Альфред Габриэль Гийом д’Орсэ. Графический портрет Булвер-Литтона в 1837 году. Британский музей

В 1833 году супруги Эдуард и Розина Булвер-Литтоны приняли решение зимовать в Швейцарии. Причиной была сильная усталость писателя от почти непрерывной трёхлетней работы, нападки критиков на роман «Годольфин», а также желание новых впечатлений. В конце концов Булвер-Литтоны обосновались в Неаполе, где Эдуард увлёкся историей Колы ди Риенцо и начал написание романа «Риенци». Однако знакомство с сэром Уильямом Геллом и его услуги как чичероне на руинах Помпеи заставило писателя резко поменять планы. К моменту возвращения в Лондон в 1834 году рукопись «Последних дней…» была готова примерно на три четверти («Риенци» примерно наполовину).
В предисловии к первому изданию романа 1834 года Эдуард Булвер-Литтон обосновал свой творческий замысел. Так как Помпеи были греческой колонией, основанной Гераклом, то в них переплелись итальянский образ жизни с одеяниями и некоторыми обычаями Эллады, так что главные герои — Главк и Иона — должны были являться эллинами. Поклонение богине Исиде, существование её храма и торговля Помпеи с Александрией натолкнули писателя на создание образов мистика Арбака, алчного Калена и пылкого Апекида. Убеждённый христианин Олинф стал следствием знакомства автора с римскими катакомбами и предположениями археологов о пребывании в Помпеях общины ранних христиан. Особое место занимал образ слепой цветочницы Нидии: однажды друг писателя — коренной неаполитанец — рассказал ему, что во время землетрясения слепые люди лучше кого бы то ни было находят путь к спасению во мраке. Всё перечисленное должно было сделаться понятным современникам XIX века, стать своего рода универсальным «изображением человеческих страстей и человеческой натуры», «элементы которых во все века одни и те же». В том же предисловии писатель называл «первый век нашей христианской религии» одновременно веком наибольшего процветания Рима, который почти неизвестен читающей публике. В то же время Булвер-Литтон не позволил себе «поддаться соблазну изобразить величественную, но пустую римскую цивилизацию» и ограничил себя обыденной жизнью Помпеи накануне разрушения города — любви и страсти, несчастьях и неудачах, и даже преступлениях. «В прозе жизни столько же правды, сколько и в её поэзии».
Литературовед и писатель Майкл Сэдлер на основе изучения личного архива писателя утверждал, что первичным импульсом, повлиявшим на замысел Булвер-Литтона, была миланская выставка картины Брюллова «Последний день Помпеи» осенью 1833 года. Этот вопрос исследовал также Эдриен Стэли. И в посвящении Уильяму Геллу, и в предисловии к изданию 1835 года Эдуард Булвер заявил, что чрезвычайно заботился о достоверности деталей быта и эпохи, чтобы они гармонично сочетались с изображаемыми им персонажами, не мешая лёгкости восприятия и живости описаний. Главной задачей своей он поставил заинтересовать читателя реалиями античности и возвращение популярности романтических повествований в классических декорациях. Это не исключало подчинения повествования мистической теории Булвера («аллегорической передаче глубоких истин»). Писатель даже заявил, что его романы обращены к интеллекту читателя, а не к его чувствам. У Эдуарда нарастало раздражение, когда критики пытались уличать его в конкретных исторических неточностях (пассажи, комментирующие эту ситуацию, не воспроизводились в авторских предисловиях после 1839 года). Впрочем, первые издания романа были встречены восторженно или, по крайней мере, положительно; критических рецензий в 1834 году ещё не было. В архиве писателя сохранились послания от Дизраэли, леди Блессингтон, журналиста Сайруса Реддинга и многих иных лиц. Такая реакция в известной степени была для Булвер-Литтона обескураживающей. 12 октября 1834 года он спрашивал мнения Дизраэли о романе и утверждал, что женщинам (которые тогда составляли основную аудиторию романической прозы) «Помпеи» не должны понравиться, ибо широкой публике не нужны «проработанные сюжеты и сложные романные конструкции; ей нужны чувства или остроумие, а „Помпеи“ лишены и того, и другого». Матери в ноябре 1834 года Эдуард писал, что никак не ожидал «оваций, которыми роман был встречен». Отчасти, это объяснялось тем, что создание романа совпало с окончательным развалом писательского брака, и в дальнейшем Булвер-Литтон неизменно заявлял, что «Последние дни…» — самый нелюбимый из написанных им романов.

### Булвер-Литтон и жанр исторического романа. «Школа катастроф»

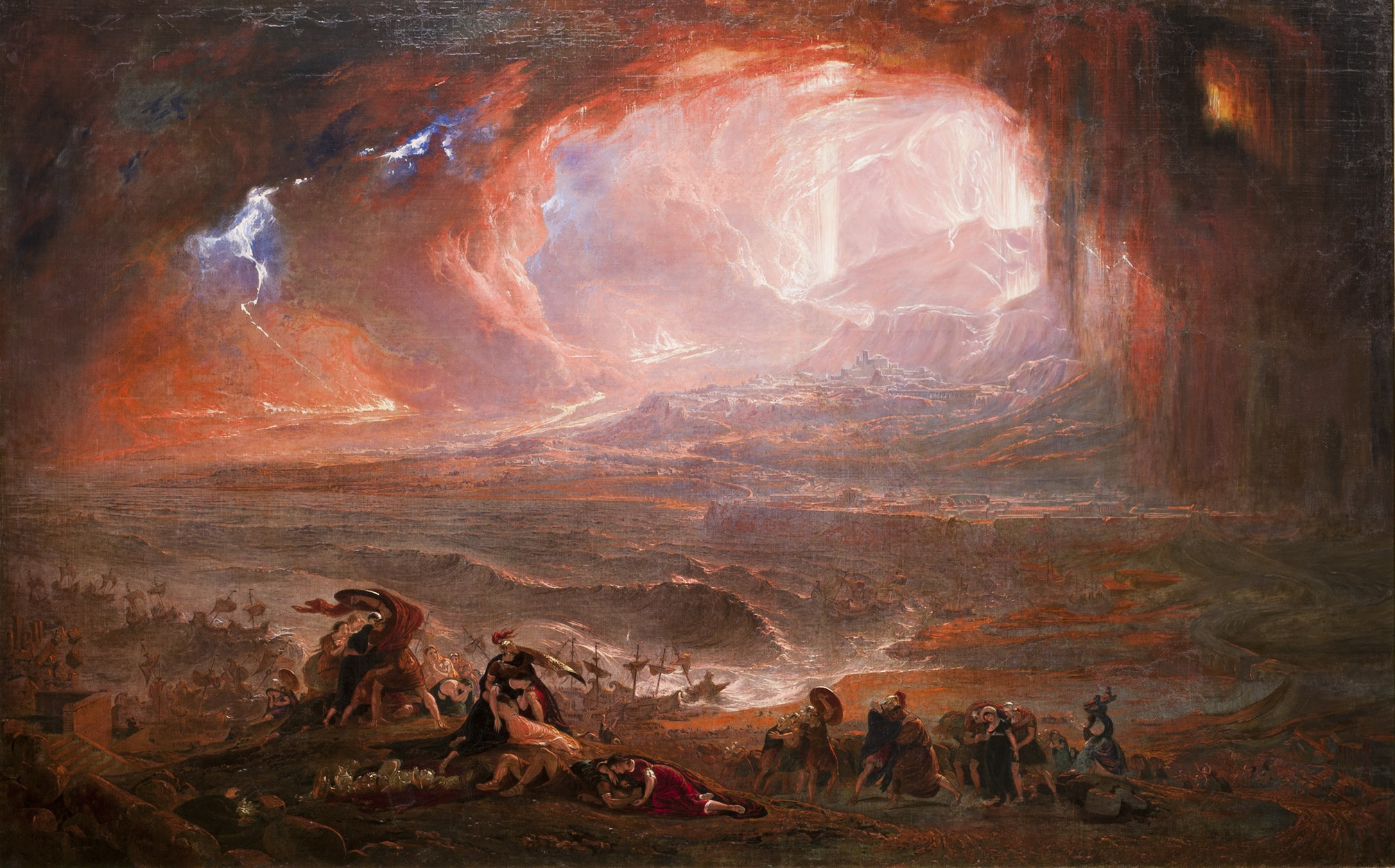
Джон Мартин. Разрушение Помпеи и Геркуланума. 1821, Британская галерея Тейт

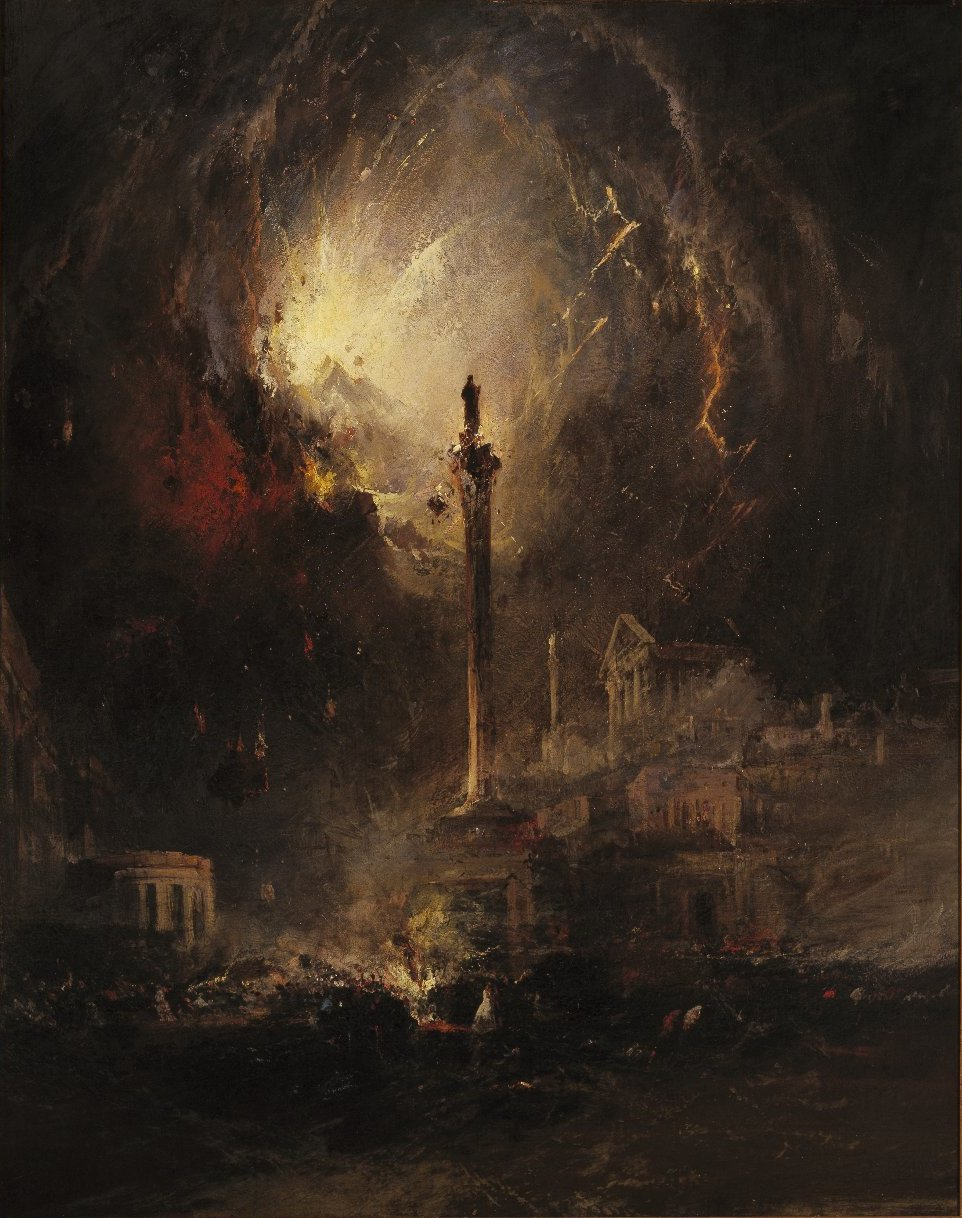
Гамильтон, Джеймс (художник). Последние дни Помпеи. 1864, Бруклинский музей

На протяжении XX века менялись представления исследователей о месте Булвер-Литтона в развитии жанра исторического романа викторианской эпохи. Майкл Сэдлер в 1930-е годы утверждал, что исторические романы Булвер-Литтона, включая «Помпеи», не являются шедеврами литературы и при ретроспективном анализе могут быть признаны нехарактерными для «писательского духа» их автора. Н. М. Макиевская в своей диссертации 1977 года называла «Последние дни Помпеи» и «Риенци» вершиной достижений Булвер-Литтона в жанре исторического романа. Ричард Максвелл (Йельский университет) полагал, что именно Булвер-Литтон удачнее всех современников «навёл мосты» между вальтерскоттовым романтизмом и историческим жанром. Томас Брэгг в монографии 2016 года доказывал, что в романах Булвер-Литтона чётче выражены родовые черты исторического романа и специфические викторианские способы эксплуатации жанра, чем в текстах Вальтера Скотта или Уильяма Эйнсворта. По мнению Брэгга, когда тексты всех трёх перечисленных писателей перешли в разряд детской литературы, именно линия Булвера образовала традицию, к которой принадлежал Конан Дойл, но также и тяжеловесные романы «Ипатия» Чарльза Кингсли и «Бен-Гур» Уоллеса. Соответственно, «Последние дни Помпеи» и «Риенци» рассматриваются в комплексе как ярко выраженные представители жанра «исторического романтизма»; в сороковые годы Булвер-Литтон стал писать «научно и серьёзно». Широкое распространение античной темы в викторианском искусстве должно признаваться следствием успеха у публики «Последних дней Помпеи».
Историк и литературовед Джеймс Симмонс рассматривал Булвер-Литтона как «писателя-историка», наследника жанра и направления, созданного в английской литературе Вальтером Скоттом, и одновременно основателя новой школы викторианской литературы. Это обосновывается не только спецификой его романного творчества, но и тем, что лорд Литтон был одним из немногих писателей своего поколения, который активно разрабатывал теорию романа, и чётко разграничивал «повествовательную» и «драматическую» литературу. Основываясь на произведениях Апулея, Сервантеса, Филдинга, Смоллета, Лесажа и Гёте, Булвер-Литтон утверждал, что «правдивое искусство» обязано учить читателя и созерцателя, а длинное повествование всегда должно иметь счастливый конец. Теоретические основы этого направления заложили Карлейль и Маколей, рассматривавшие историю как «разработанную повествовательную драму». Специфическими признаками школы Булвера Дж. Симмонс именовал «исключительную верность историческим фактам, скрупулёзное изучение источников и привлечение исторических деятелей в качестве главных героев». К заложенному им направлению причислялись Ч. Макфарлейн, Ф. Пэлгрейв, Р. Кобболд.
Свой эстетический манифест Булвер-Литтон выразил в предисловии к роману «Гарольд», в котором описал собственную писательскую формулу. Являясь действующим политиком, он пытался установить связи между политическими событиями современности, средневековья и древности. Н. М. Макиевская следующим образом суммировала формулу историко-политических романов Булвер-Литтона:
1. В центре внимания романиста должны стоять подлинные исторические события и лица.
2. В романе должна быть соблюдена верность хронологии и историческая последовательность.
3. Исторические события, представленные в романе, должны быть масштабными.
4. Художественный вымысел необходим в той же мере, что историческая точность.
5. Историческая концепция автора должна быть выражена со всей очевидностью.
6. «Важно некоторое сближение исторического романа с драмой».
7. Исторический роман имеет политическую окраску, поэтому романист должен знакомить читателей с политической борьбой описываемого периода.
8. Писатель должен добиваться яркости и контрастности образов.

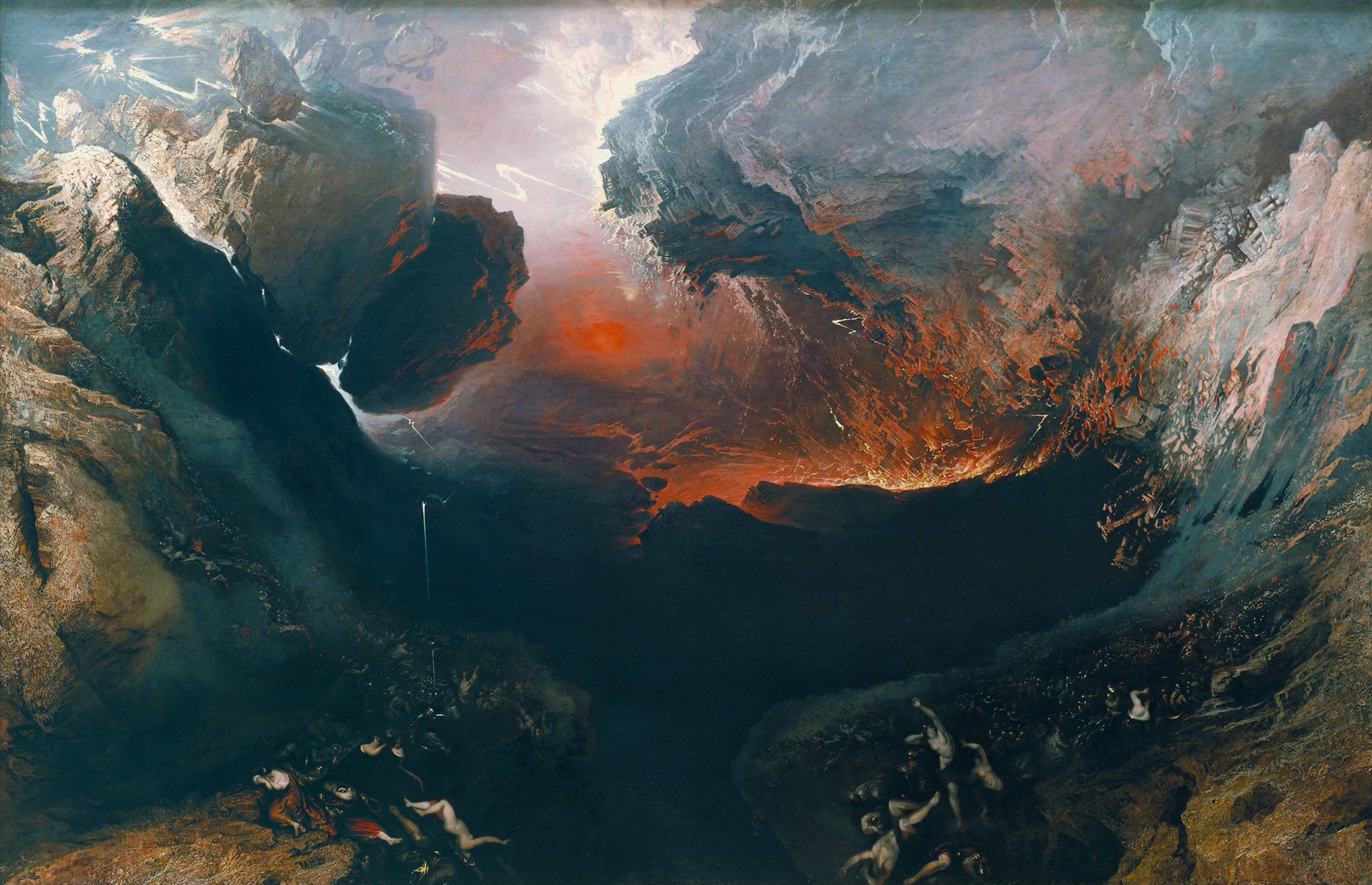
Джон Мартин. Великий день гнева Его (Конец света). Около 1851, Галерея Тейт

Американский филолог и литературовед Кёртис Дэл в 1953 году предложил концепцию «Школы катастроф», разрабатываемой им и впоследствии. К середине XX века все её типичные представители в жанре романа оказались прочно забыты, за исключением «Последних дней Помпеи». Расцвет «школы катастроф» пришёлся в англо-американской литературе на 1820—1840-е годы, хотя многие её предпосылки существовали в западной культуре намного ранее. Эстетические рефлексии на эту тему представил Э. Бёрк в «Философском исследовании о происхождении наших идей возвышенного и прекрасного», с которым был хорошо знаком Булвер-Литтон. Отсутствие сильного главного героя также является характерным признаком именно катастрофической эстетики, поскольку цель произведений этого направления — показать беззащитность и слабость человека перед лицом Творца или грозной всемогущей стихии. Примечательной особенностью опыта лорда Булвера стал акт эстетического переноса. Мотив романтического катастрофизма оказался более ясно выраженным в живописи, нежели в литературе, и потому эстетические впечатления от живописи Брюллова стали побудительным импульсом к написанию романа. При этом Булвер был хорошо знаком с творчеством Джона Мартина, который последовательно посвятил своё творчество эпическим катастрофам древности, например, «Падению Вавилона» или «Разрушению Содома и Гоморры».
Е. В. Сомова рассматривала общность мотивов и археологических локаций, использованных К. Брюлловым и Э. Булвер-Литтоном. Брюллов избрал местом действия своей картины Дорогу Гробниц, ведущую к морю, и даже использовал в своей композиции те позы, в которых были найдены в затвердевшем пепле тела погибших помпеян: женщину, упавшую с колесницы, мать, обнявшую дочерей, и некоторые другие. Булвер-Литтон использовал тексты Плиния Младшего, Тацита, Диона Кассия, свидетельств которых стремился придерживаться с максимальной точностью. Писатель в конце повествования также направил своих героев по Дороге Гробниц. Н. М. Макиевская усматривала определённую полемику между Булвер-Литтоном и Брюлловым. Выражалась она в том, что художник представил на полотне все высшие благороднейшие чувства людей в момент катастрофы, которые заботятся не о себе, а о том, что им дороже жизни. Юный Плиний Младший спасает мать, жених несёт на руках потерявшую сознание невесту, сыновья выводят престарелого отца, христианский священник спасает церковные принадлежности, а жрец — имущество языческого храма. Даже куртизанка пытается вынести пузырёк с драгоценными благовониями, вызывая у зрителей сочувствие к её глупости. Сцены грабежа представлены далеко на заднем плане ибо, согласно мысли художника, они не свойственны человеческой природе. Слепая стихия губит всех, не разбирая эгоистов, или тех, кто способен на самопожертвование. У Булвер-Литтона гибнущие помпеянцы оказываются наедине сами с собой, за исключением главных героев и полусумасшедшего христианина Олинфа, который занялся обличением грехов своих сограждан, за что вскоре и был казнён. В шести главах романа, посвящённых извержению Везувия, показано множество сцен грабежей и множественные проявления эгоизма, например, безобразная сцена драки отца и сына из-за золота, в которой побеждает молодость. Вероятно, это прямой ответ сцене из картины К. Брюллова.

### Писательский метод Эдуарда Булвер-Литтона

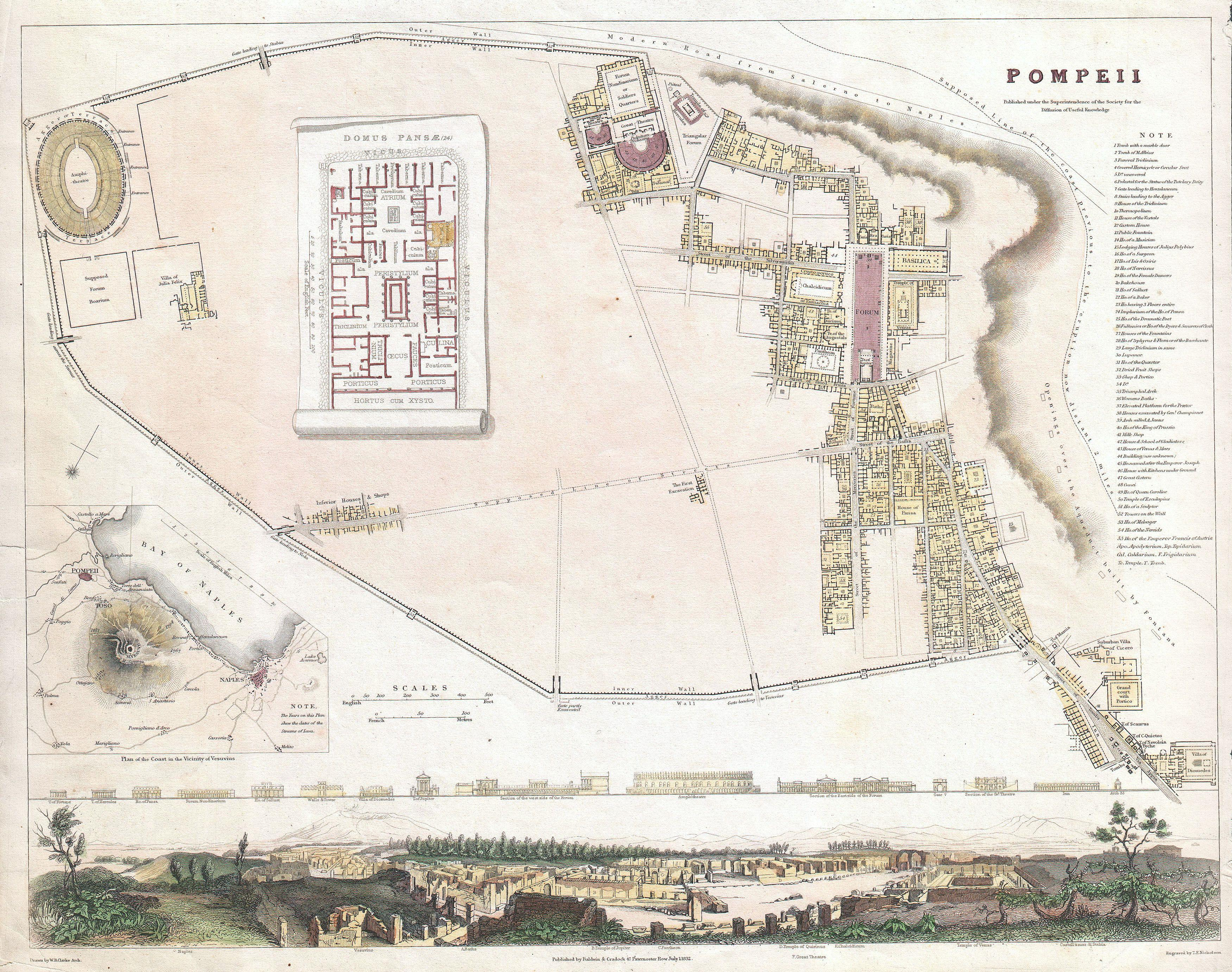
Карта Помпеи 1832 года. Издание Maps of the Society for the Diffusion of Useful Knowledge. Vol. 1. London, 1844

Литературовед Томас Брэгг называл «Последние дни…» археологическим романом, «фактологически точной и добросовестно выполненной исторической фантазией». Его «археологические метафоры» не мешали легкодоступности и легкочитаемости романа, который тем самым оказался своевременным для литературной ситуации 1830-х годов. Популярность романа поддерживалась также многочисленными сценическими, а затем и экранными адаптациями и множеством недорогих изданий. Этими каналами распространялась христианизированная версия римской истории, которая просуществовала в массовом сознании почти до середины XX века. Метод Булвера требовал достижения двух противоречащих друг друг целей: реконструкции истории в её сиюминутном преломлении (через детали повседневной жизни) и постоянного напоминания читателю, где заканчивается история и начинается вымысел. При этом источником романтизма является реальная история, тогда как динамичное развитие сюжета, позволяющее заинтересовать читателя, может быть обеспечено только драматизмом коллизий, зависящих от авторской воли. Разграничение осуществлялось как на уровне фабулы, так и хронотопа. То есть его обобщённо-стилизованный сюжет непременно имел документальную основу: «Везувий непременно взорвётся и похоронит Помпеи под пеплом…, но кто в кого влюбится, и каких соперников придётся одолеть во имя торжества любви, можно смело измыслить». То есть граница пролегает по линии «общественное — частное», где именно социальный фон основан на документах. Искусствовед Эрик Мурманн исследовал глубинное воздействие на Булвер-Литтона исторического метода Вальтера Скотта. Оба писателя — англичанин и шотландец — именовали Помпеи «городом мёртвых», при этом В. Скотт утверждал, что и для писателя, и для читателя античность труднопостижима, даже в большей степени, чем средневековье, так как люди средних веков, по крайней мере, были христианами. Напротив, Ричард Максвелл утверждал, что в «Последних днях…» его автор продолжил традицию своего «Пелэма», в котором был выставлен напоказ устаревший идеал денди, успешно замаскированный под потребности современного общества. В формулировке Максвелла, историзм помпейского романа Булвер-Литтона — это «дендизм убеждённого антиквара».

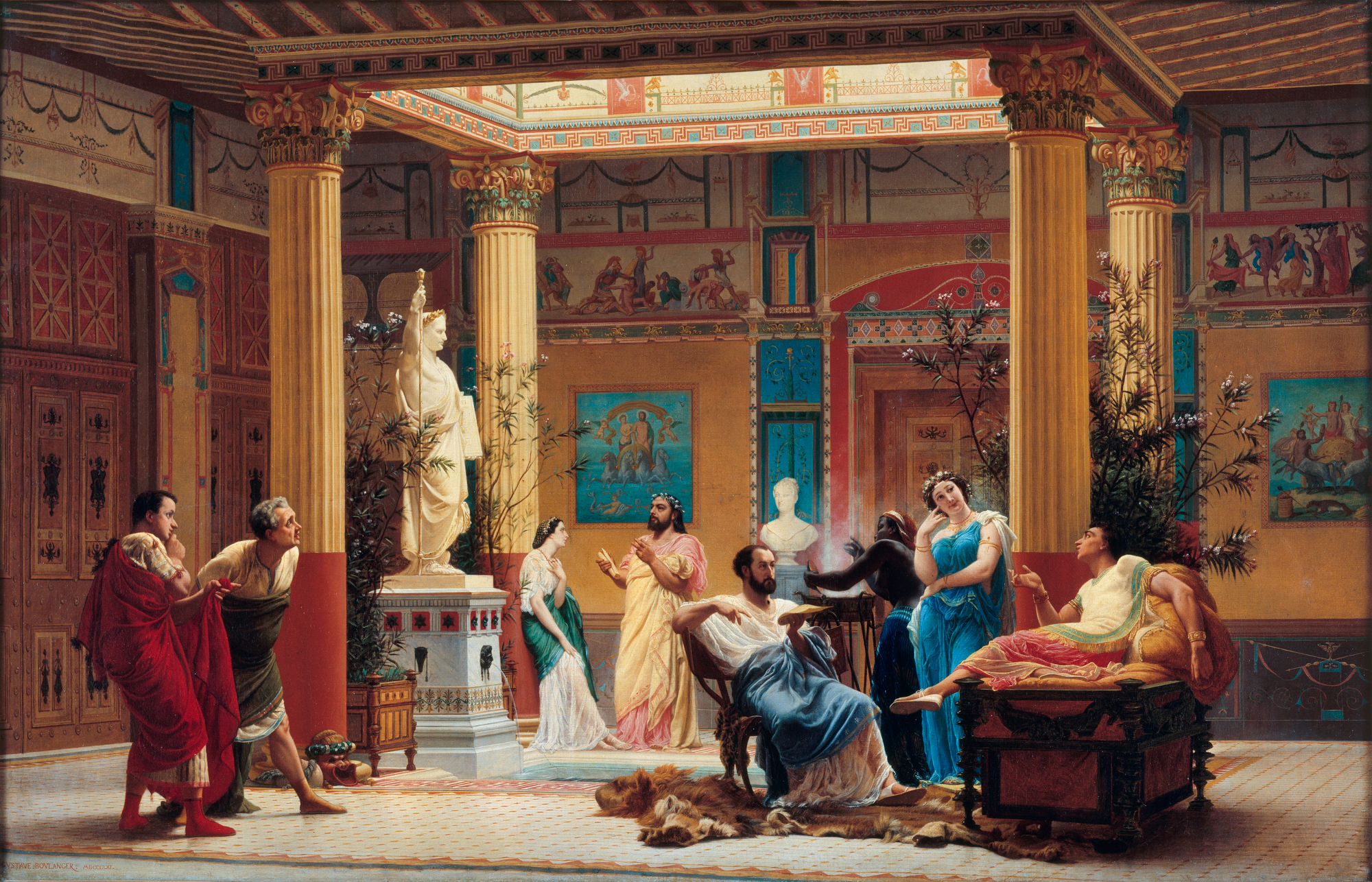
Гюстав Буланже. Сцена в помпейском «Доме Диомеда». 1861, Музей Орсе

Роману Булвера был присущ неприкрытый дидактизм, воспринятый его эпигонами в Англии и Америке второй половины XIX века. Т. Брэгг называл опыты Булвер-Литтона (не только в «Помпеях», но и в «Лейле», и в «Последнем из баронов») «уроками истории в миниатюре, частенько разложенными по элементам и пересобранными для нужд читателя». Булвер помещал в повествование лекции, в которых сам интерпретировал историчность тех или иных сцен («классная доска»), делая вымысел и мистификацию неочевидными для читателя. Напротив, он сам помечал вымышленные сцены как «необязательные», повышая тем самым доверие к историчности романа в целом. Однако это не означает неангажированности, напротив, писатель отчётливо транслировал протестантскую идеологию и параллели с Британской империей. Если Вальтер Скотт в предисловии к «Айвенго» извинялся перед читателями и утверждал, что если бы события его романа разворачивались в отдалённых и неизвестных землях, то и читатели не могли бы уличить его в ошибках, то Булвер был подчёркнуто фактологичен. Он не скрывал своей задачи как историка: наглядно представить, что древнеримские города не слишком отличались от современных ему Парижа или Лондона, а их обитатели испытывали те же моральные страдания и нравственные кризисы, что и сам автор романа. Тем самым природная катастрофа — извержение Везувия — исполняет двойственную роль и в повествовании, и в жизни. Везувий покарал злодеев и грешников и законсервировал целый город на веки вечные, чтобы последующие поколения могли извлечь опыт из жизни их предков. Это подчёркивается заявлением, что Помпеи были миниатюрным срезом всей цивилизации своего времени, то есть и их гибель, и сохранение не были случайными:

Помпея представляла собою в миниатюре цивилизацию этого века. В тёмном пространстве, заключенном в её стенах, были собраны образчики всех даров, какие только может предложить роскошь сильным мира сего. В её миниатюрных, но блестящих лавках, в изящных дворцах, банях, форуме, театре, цирке — в самой испорченности, в самой утонченности порока можно было видеть образцы того, что творится во всей империи. Это была игрушка, прихоть, панорама, в которой богам, казалось, нравилось видеть отражение всего того, что делалось в больших размерах в величайших монархиях на земле и которую они впоследствии сохранили от времени на диво потомству, — как бы в оправдание пословицы, что ничто не ново под луною.
Пятая глава второй книги романа именуется «Бедная черепаха». Согласно определению Т. Брэгга, изложение в ней построено в стиле проповеди, посвящённой главной идее Булвера — провиденциализму. Писатель вполне откровенно заявлял, что разрушение Помпеи — это и обетование последних дней, осуществление планов божественного Провидения. Однако, чтобы избежать слишком откровенной дидактики, писатель поместил в этой главе притчу, изложенную, скорее, научным языком, который не исключал ни фантастики, ни символизма. Глава начинается с того, что при раскопках дома Главка («Дом трагического поэта») был найден панцирь черепахи:

Она была нечувствительна ни к каким потрясениям и переменам времени — она казалась эмблемой самого времени: такая медленная, постоянная, равнодушная к страстям, бушующим вокруг, и к треволнениям человечества. Бедная черепаха! Ничто, кроме разве извержения вулканов или переворотов мира, не могло замедлить её ленивого хода! Неумолимая смерть, не щадящая ни величия, ни красоты, проносится мимо, как бы не замечая этого существа, для которого жизнь и смерть почти безразличны.
Во время действия романа Главк созерцал эту рептилию и тоже философствовал о вечности, которую она воплощает. То есть Булвер рассуждает о ходе времени, безразличном к человеку как личности, неизменном, но подвластном человеческому разумению. Вулкан превратил целый город в «капсулу времени», остановив время для того, чтобы потомки могли извлечь из совершившегося моральный урок. Сделать это дано учёному-историку и поэту, основываясь на концепции Божественного творения и воли, которые обеспечивают неизменность человеческой природы. Булвер-Литтон охотно судил о действиях людей прошлого, и получалось, что «тёплый, а не горячий» христианин Главк — это типичный англиканин XIX века. Жители античности лишены понимания прогресса и исторической перспективы, они суеверны, поступки их иррациональны, а Разум они считают лишь плодом своего воображения. Им Булвер-Литтон противопоставляет гегелевскую концепцию исторического прогресса в лице Олинфа (своего рода странствующего евангелиста), читающего при землетрясении стихи Нового Завета, которые ещё не были составлены в то время. Он единственный, кто в состоянии понимать как причины, так и следствия: в содроганиях земли он понял, что духовная слепота человечества повинна в божественном гневе и грядущем разрушении города.
Томас Брэгг утверждал, что пространство истории Булвер-Литтона находится на пересечении «реального и типического, действительного, физически существующего пространства и гипотетического (но не менее реального) места», что и служило объектом авторского изучения. Древние Помпеи были почти идеальны для исследования обоих пространств. Интерес к роману подогревали и известия об очередном пробуждении Везувия за месяц до выхода тиража из типографии: «Булвер буквально претворял ожидания читателя в жизнь». Помпеи представлены как палимпсест, и в финальной главе, после письма Главка Саллюстию, автор утверждает, что все персонажи имели реальных прототипов, и он сам был в их домах и даже созерцал их останки. Роман превращается в исследование, а все самые напряжённые коллизии кульминационных глав называются догадкой, основанной на реальности.
Эрик Мурманн уточнял данные суждения. Постоянные сопоставления древнеримской и современной итальянской и британской цивилизации всегда сопровождались у Булвер-Литтона моральными суждениями. То есть прямо проводилась линия: все «хорошие» и «плохие» аспекты помпейского общества всецело сохранились до времени жизни автора и читателей, но при этом большая часть негативных проявлений сохранилась в Италии, а положительных — в британском обществе. Тем самым закреплялась общая для викторианской эпохи идеология, согласно которой британская аристократия — преемница древнеримского патрициата, в Британская империя — наследница Римской.

### Источники и предшественники

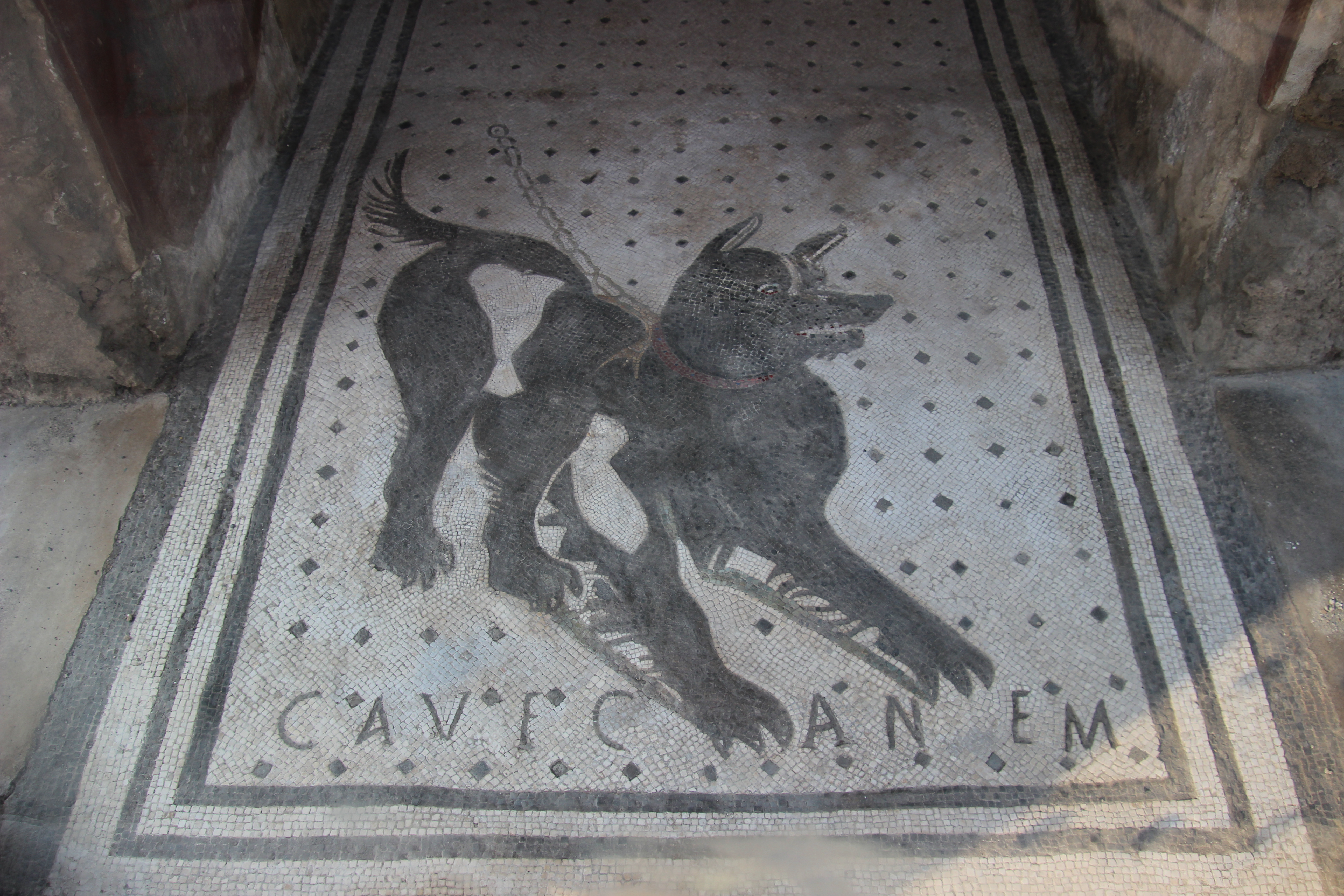
Напольная мозаика вестибюля «Дома трагического поэта» в Помпеях с латинской надписью «Берегись собаки!»

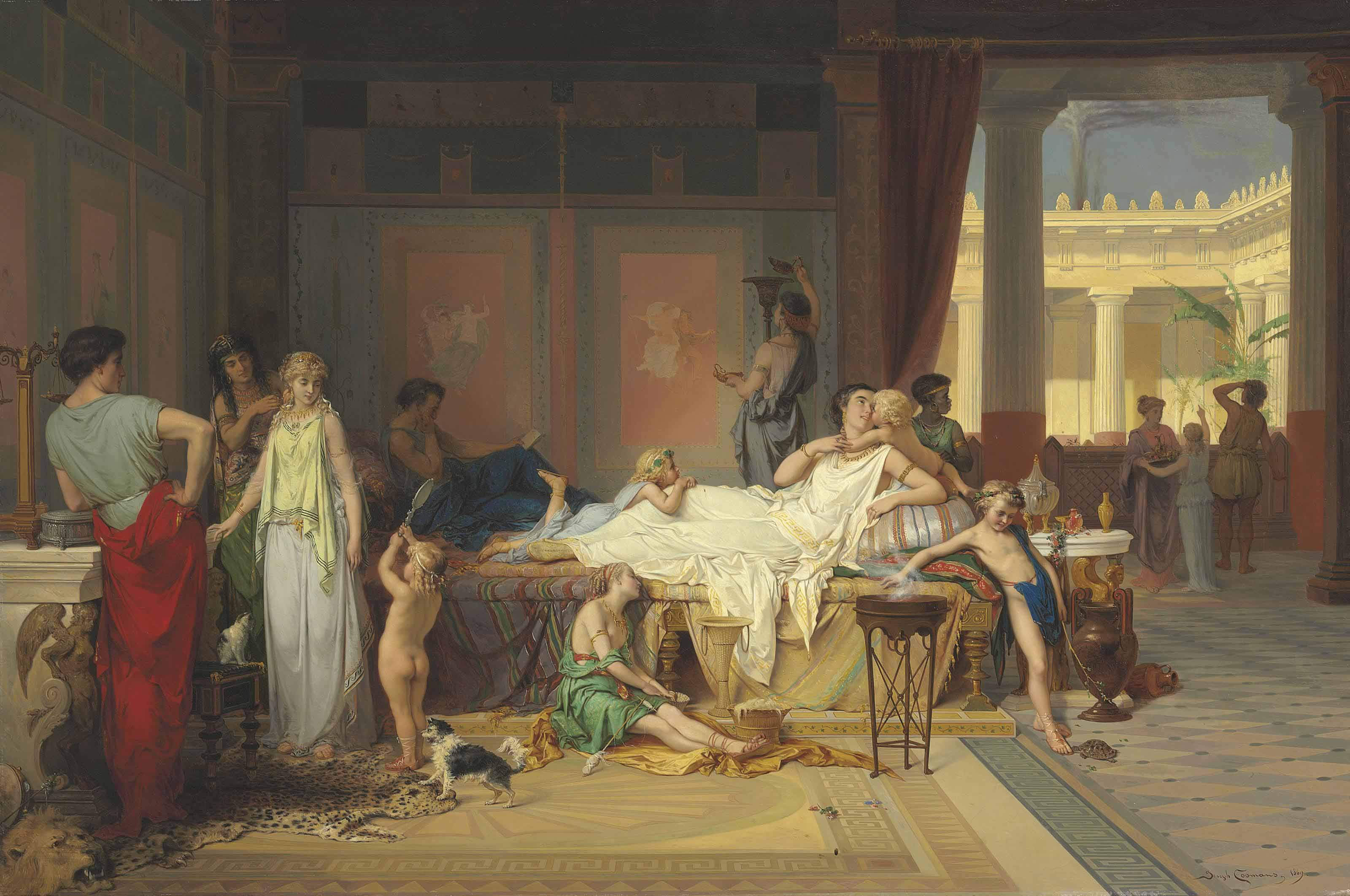
Жозеф Куман. Последний час Помпеи: в доме поэта. 1869, частное собрание

#### Первый ряд: протагонисты и антагонисты

Лоуренс Альма-Тадема. Главк и Нидия. 1867, Художественный музей Кливленда

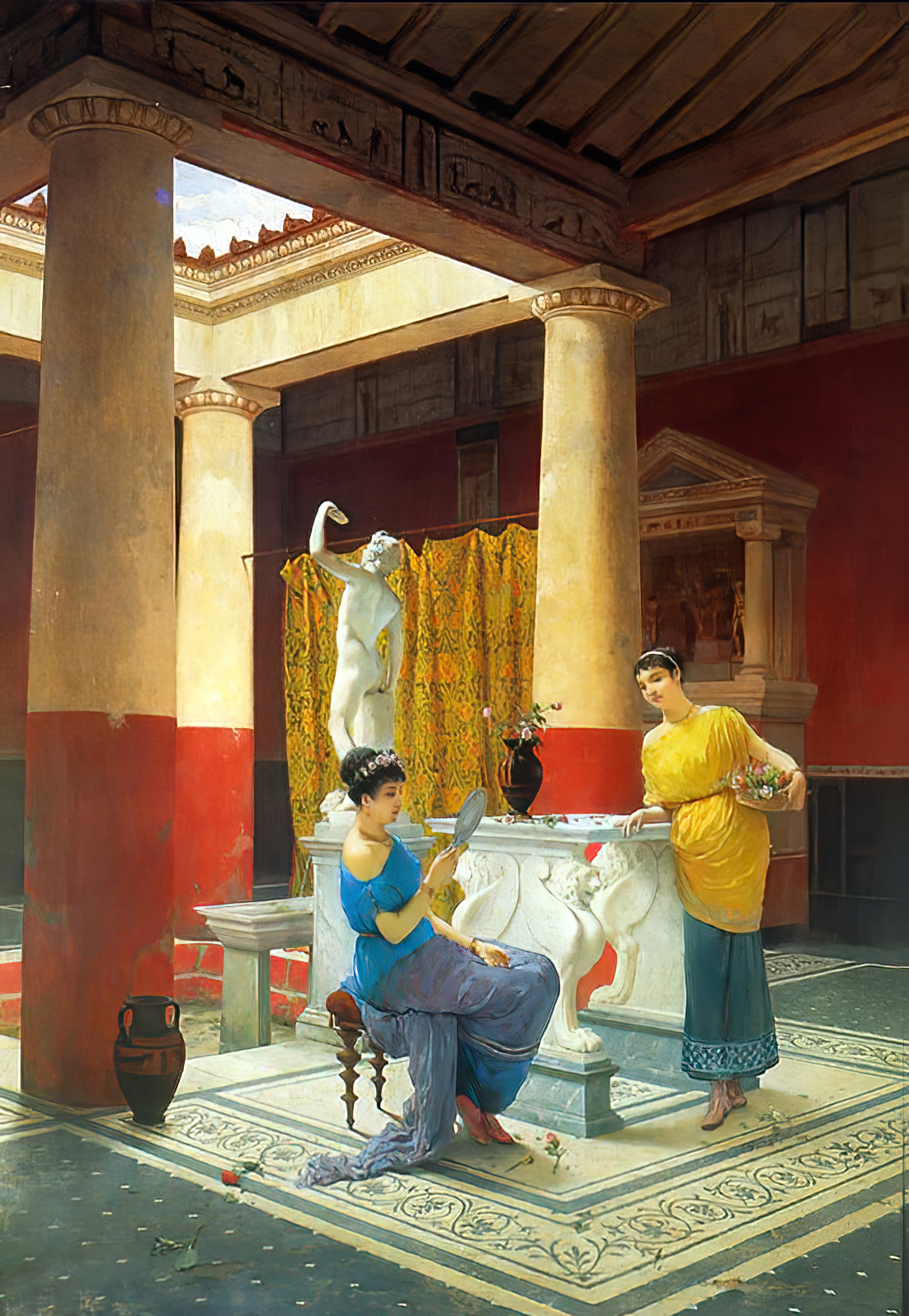
Луиджи Баццани. Красавицы в помпейском интерьере. 1879, частное собрание

#### Персонажи незнатного происхождения. Литературный классицизм

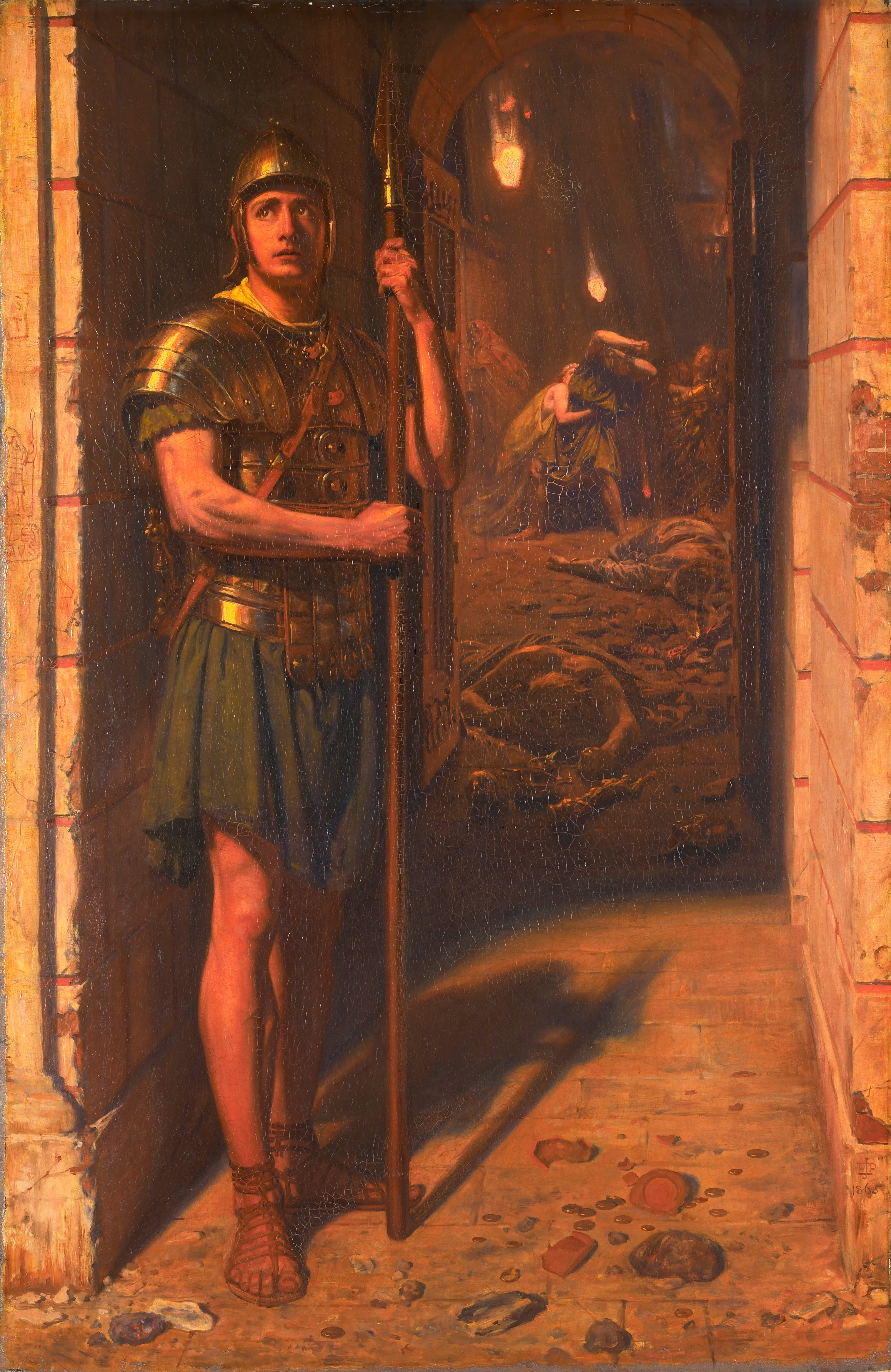
Эдвард Пойнтер. Верный до смерти. 1865, Галерея искусств Уокера

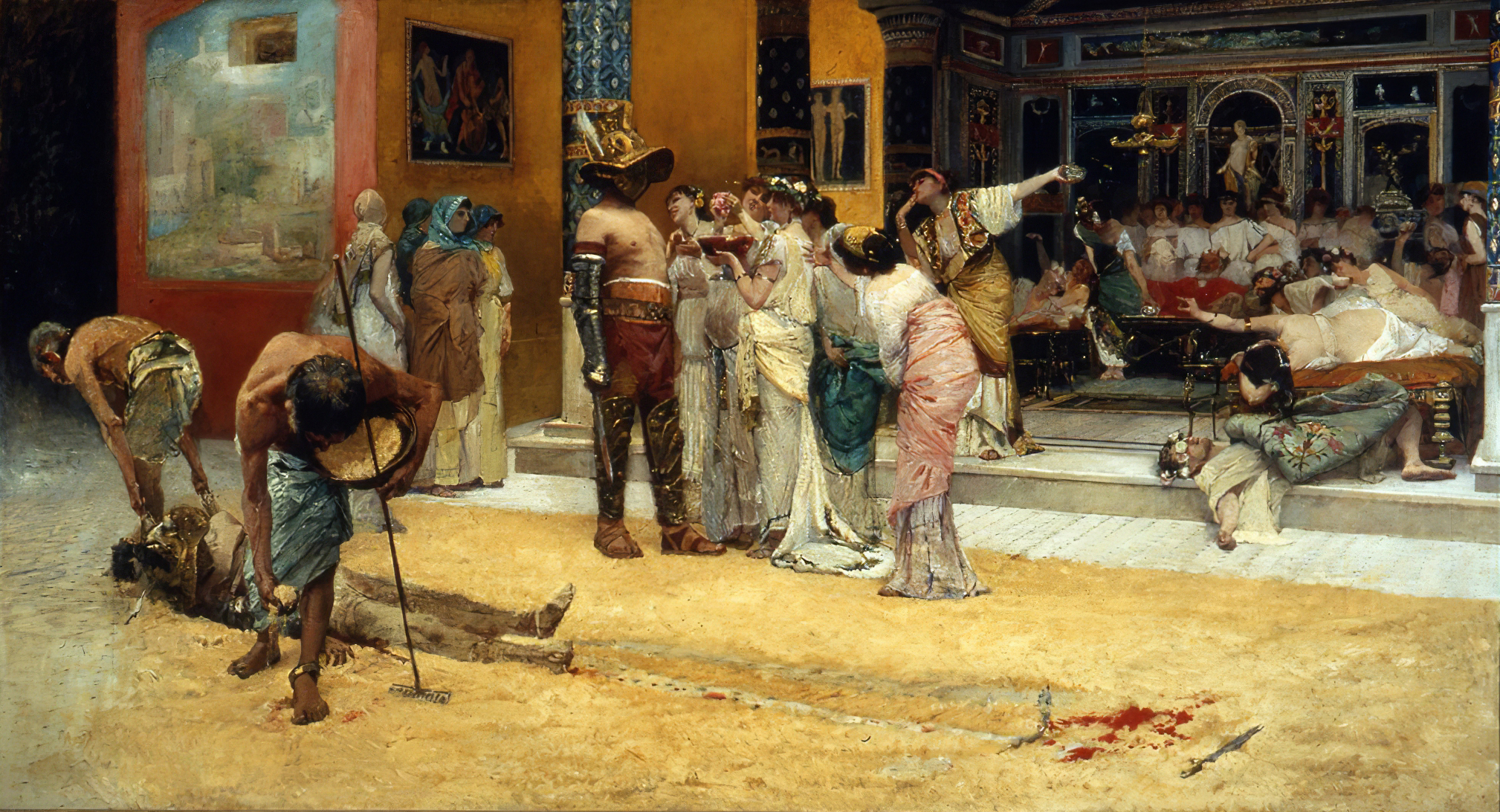
Франческо Нетти. Гладиаторский поединок во время пира. 1880

### Природные стихии в «Последних днях Помпеи»

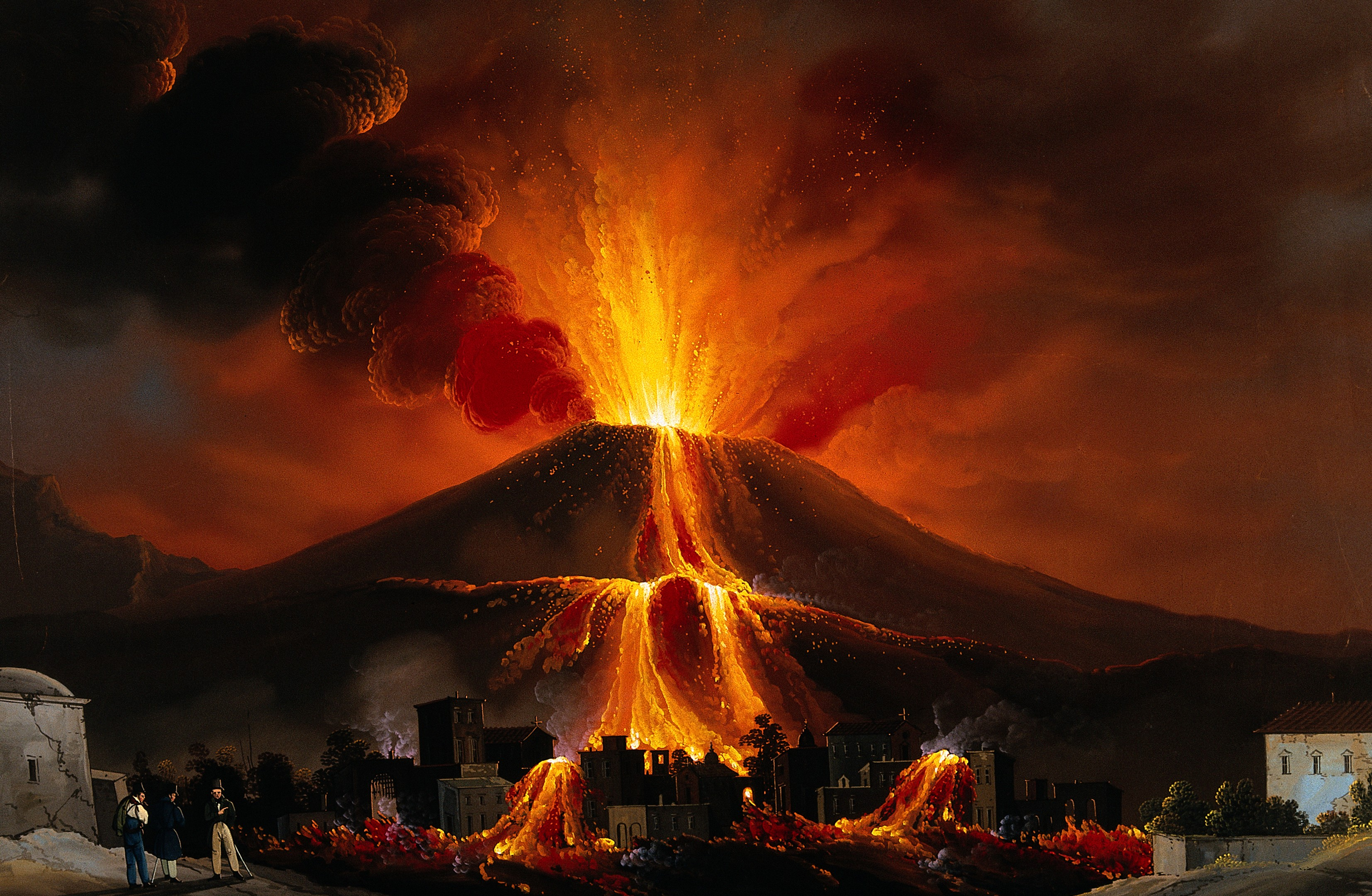
Извержение Везувия в 1834 году